# Branden i Grenfell Tower
Branden i Grenfell Tower var en brand som bröt ut vid 00:50-tiden lokal tid natten mot 14 juni 2017 i 24-våningshuset Grenfell Tower i North Kensington, London. 72 människor miste livet i branden. Den totalförstörda byggnaden planerades (2018) att rivas 2022, men detta är (2022) ännu ej genomfört.

## Grenfell Tower
Det 67,3 meter höga hyreshuset Grenfell Tower på Latimer Road hade 127 lägenheter och 400–600 personer uppges ha bott i huset. Huset byggdes 1972–1974 av Kensington and Chelsea Borough Council och drivs för kommunens räkning av en motsvarighet till allmännyttan, Kensington and Chelsea Tenant Management Organisation (KCTMO). Det genomgick omfattande renoveringar till en kostnad av 8,6 miljoner pund från februari 2015 till juli 2016, då det byggdes sju nya lägenheter på första och tredje våningen och både husets värmesystem och fönster byttes ut. Dessutom fick huset ny fasad och isolering av kompositpaneler med ytskikt av aluminium - ACM, som monterades utanpå den ursprungliga tegelfasaden. Dokument som beskriver renoveringen visar att brandbarriärer saknades. Höghuset genomgick en brandinspektion i juni 2016 och bedömdes då utgöra en ”medium fire risk”, alltså en normal risk. 
På första våningen i Grenfell Tower fanns Dale Youth Gym, som var en av Londons mest klassiska boxningsträningslokaler. Här har OS-guldmedaljören James DeGale och brittiske mästaren George Groves fostrats.
Grenfell Tower ligger i ett område som tillhör de 10 % fattigaste i England.

## Branden

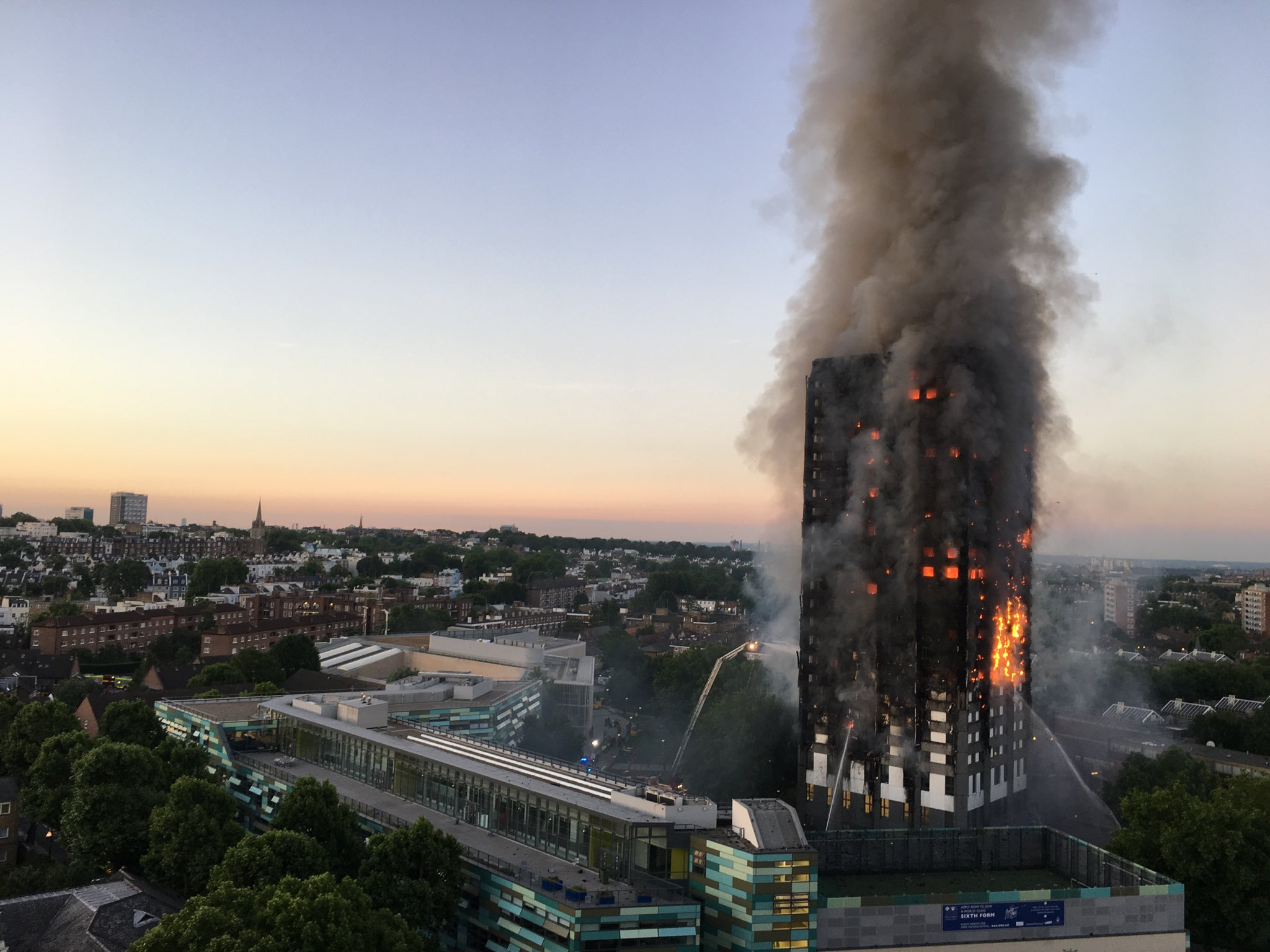
Grenfell Tower 14 juni klockan 04:43. Den nya fasadbeklädnaden (från 2015/2016) fick byggnaden att brinna som en fackla när elden hastigt spred sig från en lägenhet på fjärde våningen.

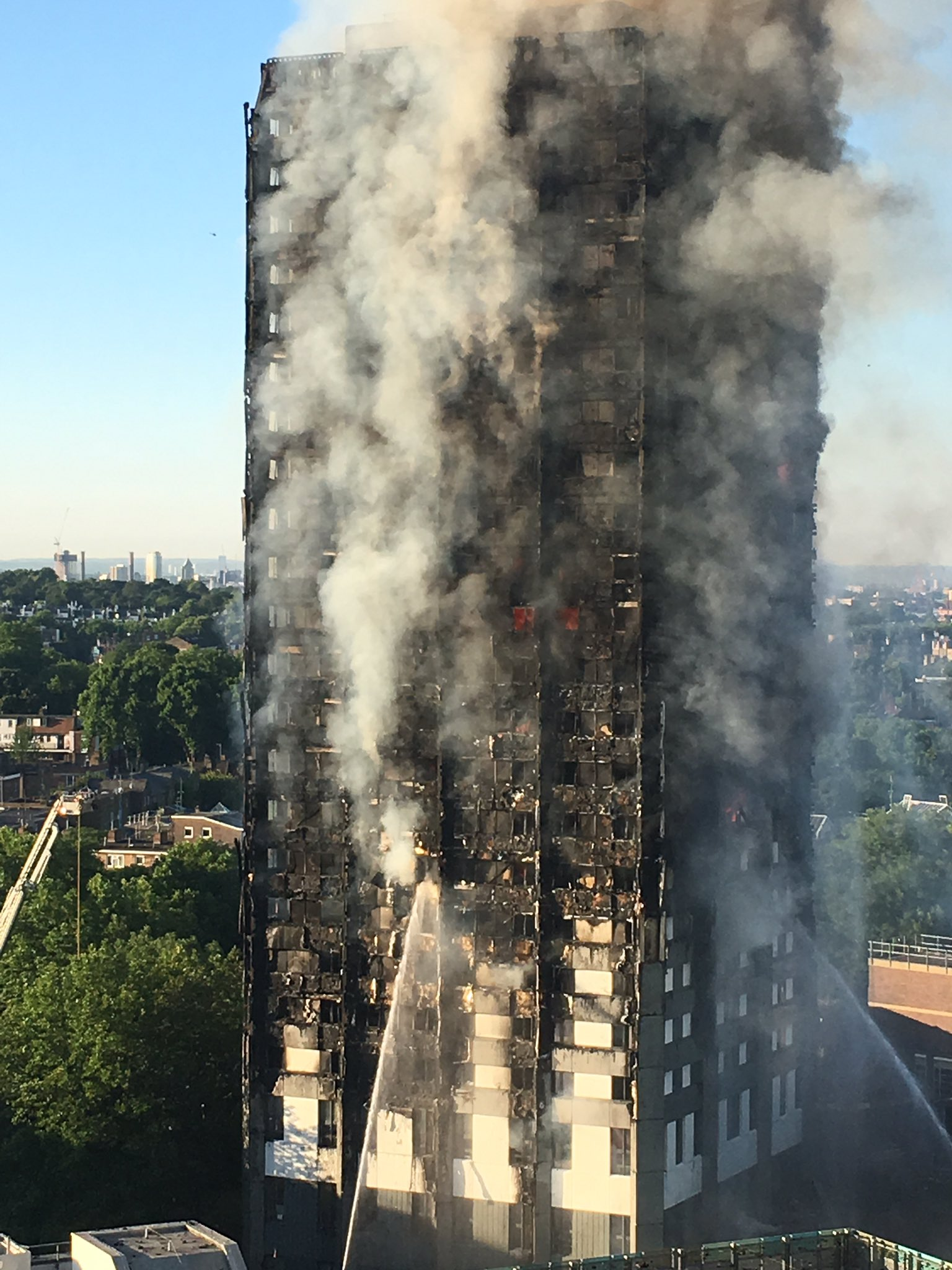
Grenfell Tower på förmiddagen 14 juni 2017.

Branden startade på fjärde våningen i ett kombinerat kyl- och frysskåp. Fyra timmar senare var huset i princip helt utbrunnet. London Fire Bridge var på plats sex minuter efter att larmet kom in 00:54, men redan då hade branden okontrollerat och mycket snabbt spridit sig upp i byggnaden via fasaden. Inom en halvtimme, klockan 01:30, hade branden spridit sig upp till byggnadens tak och var utom kontroll. Efter drygt ett dygn, på förmiddagen 15 juni, hade branden slutligen släckts.
Människor försökte fira sig ned genom att knyta ihop lakan och handdukar, andra valde till slut att hoppa. Många människor blev instängda i sina lägenheter. Inte förrän på kvällen lyckades räddningstjänsten nå till 19:e eller 20:e våningen. På de tre översta våningarna hade ingen överlevt. Brandmännen som tog sig upp för trappan räddade mångas liv och 65 personer fördes till sjukhus. När branden under natten var som värst deltog 200 brandmän, 40 brandtekniker och 14 brandbilar i släckningsarbetet. 
Dagen efter branden meddelade räddningstjänsten att en fullständig genomsökning av huset för att identifiera och lokalisera alla döda skulle komma att ta flera veckor, bland annat på grund av att säkra skadade delar av byggnaden för att inte riskera räddningspersonalens säkerhet. Polisen berättade även att man avsåg att använda hundar för att genomsöka lägenheterna.

### Brandorsak
På förmiddagen efter brandnatten meddelade byggföretaget Rydon Group, som ansvarade för renoveringen av Grenfell Tower, att man hade inlett en utredning av branden, men att deras renoveringsarbete ”uppfyllde alla säkerhetsstandarder”. Den lokala aktivistgruppen Grenfell Action Group hade innan branden påpekat den bristande brandsäkerheten, bland annat att flera nödutgångar varit blockerade med skräp.
Boende i området hade under flera år uttryckt en oro för brandsäkerheten, och bristfälliga elinstallationer, i byggnaden.

### Döda och skadade
Metropolitan Police bekräftade 16 juni att 30 personer var bekräftade döda och fem identifierade, men uppgav samtidigt att siffran antogs stiga då människor befarades ha fastnat i sina lägenheter, och många då fortfarande saknades. Den 20 juni vårdades 8 av de 14 personer som då var kvar på sjukhus på intensivvårdsavdelning för livshotande skador. Under det första dygnet fördes 78 personer till sex sjukhus: St Mary's Hospital, Chelsea and Westminster Hospital, Royal Free Hospital, St Thomas' Hospital, Charing Cross Hospital och King's College Hospital. Nio brandmän fick mindre skador under släckningsarbetet.
Dödssiffran skulle så småningom fastslås till 72 människor, varav en person avled dagen efter och ytterligare en person avled i januari 2018.

#### Notabla dödsoffer
- Khadija Saye(en), 24 år, fotograf

## Övrigt

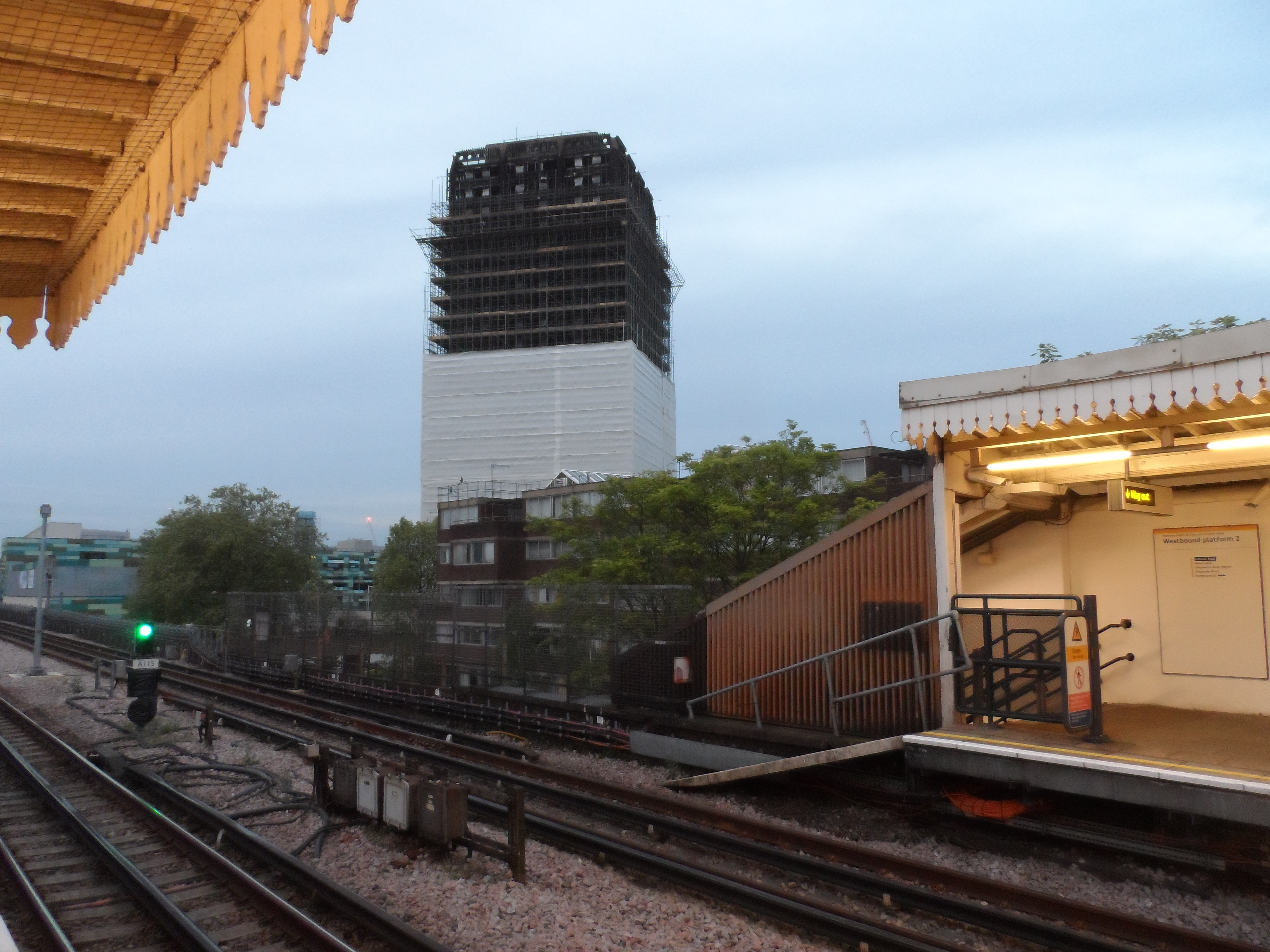
Grenfell Tower med byggnadsställningar och delvis täckt med presenningar i maj 2018

Försäkringsföretaget Protector Forsikring ASA uttalade dagen efter branden, att den inte skulle få någon negativ inverkan på årsresultatet.
| ”                          | "The fire will mainly be picked up by Protector's reinsurance program and will, from what we know at the moment, have negligible influence on Protector's net Q2 and 2017 full year results." | „ |
| – Protector Forsikring ASA | |   |

Vid ett offentligt möte den 26 juli 2017 meddelades att byggnaden skulle kläs med presenningar fästa på byggnadsställningar, för att skydda kriminaltekniska spår från branden men också möjliggöra att senare riva byggnaden. I september 2018 angavs att rivningen skulle ske 2022.